# Ireneusz Iredyński
Ireneusz Iredynski (Stanisławów (ma Ivano-Frankivszk), 1939. július 4. – Varsó, 1985. december 9.) lengyel író, dramaturg, forgatókönyvíró, valamint számos rádiójáték és dal szövegének szerzője. Művei magyar, német, angol, francia, szerbhorvát és finn fordításban jelentek meg.

## Életpályája
A második világháborút követően, melynek édesanyja is áldozatául esett, édesapjával a szülőhelyéről nyugati vidékre, Wałbrzychba költöztek. Édesapjával állandó konfliktusban állt, idős nagynénjei nevelték, akiktől tizennégy évesen elmenekült. Egyidejűleg kellett gondoskodnia magáról és iskolába járnia. Kóborolt, mindent elvállalt, hogy egy kis pénzhez jusson. Nagyon nehéz körülmények között élt, szegénysége és az otthon hiánya korán megszerettették vele az alkoholt. Az őt körülvevő rossz dolgok elől az ekkor írt verseiben teremtett jobb, szebb világba menekült.
Egyik kedvenc olvasmánya Molnár Ferenc: A Pál utcai fiúk című könyve volt. Sok tanára szerette. Gimnáziumi irodalom-tanárnője, Krzywicka asszony rendszeresen vendégül látta otthonában, ahol találkozhatott a tanárnő bátyjával, a Jagelló Egyetem professzorával. A tanárnő Tatarkiewicz műveit ajánlotta Iredynskinek. Tanult, írt, verseket publikált, és a Lengyel Írószövetség legifjabb tagja lett.
Költőként 1955-ben debütált, első regénye 1962-ben jelent meg.
Drámáit Lengyelországban (Sopot, Katowice, Lublin, Poznań, Wrocław, Toruń, Varsó, Krakkó, Olsztyn, Szczecin), illetve a Magyarországon Mészáros Mártával együttműködésben többször is vendégszereplő krakkói Helena Modrzejewska Színházban, valamint több, ismert külföldi színházban (berlini Theatre Forum, zürichi Schauspielhaus, arlingtoni New Polish Theatre) is műsorra tűzték.
A forgatókönyvei alapján készült filmek rendezői többek közt Halina Bielińska, Zbigniew Kuźmiński, Roman Załuski, Krzysztof Kisielewski, Sylwester Chęciński (férj és feleség) és Jerzy Trojan voltak. Trojan filmjében a kor olyan híres lengyel színészei játszottak, mint Zbigniew Cybulski, Leon Niemczyk, Witold Pyrkosz, Marek Perepeczko, Jan Nowicki, Andrzej Seweryn, Jan Englert és Kazimierz Kaczor.
Iredynski úgy vélte, hogy az emberi sorsokat meglepően gyakran dönti el a véletlen, ennek ellenére hinnünk kell abban, hogy minden tőlünk függ.
Egy rádióinterjúban azt nyilatkozta: „Igyekszem jól használni a nyelvet… de végül a kapkodás mindig megzavar. Szeretem a tökéletesre csiszolt mondatokat. A célzott, éles párbeszédeket. Természetesen sok időt szánok ezekre. A közvéleménnyel ellentétben, ez a legnehezebb munkák egyike, minden nap órákat kell ülni az írógép mellett.”
Több tíz díj és kitüntetés birtoka – első (újságírói) díját debütáló verseskötetéért kapta, − egy ismerőse viccesen „homo laureatus”-nak nevezte. Súlyos betegen halt meg negyvenhat éves korában; a Powązki temető katakombáiban helyezték végső nyugalomra. Munkáinak új kiadását a varsói J. Majdecki és J. Wernik Kiadó kezdte meg.

## Művei
Próza
•Ryba płynie za mordercą, 1. kiadás Warszawa: Iskry, 1959. (Umberto Pesco név alatt); 2. kiadás Białystok: Versus, 1991.; 3. kiadás Warszawa: Świat Książki, 2008.
•Dzień oszusta, Kraków: Wydawnictwo Literackie, 1962.; Warszawa: Czytelnik, 1973. és 1976.; Kraków: Wydawnictwo Literackie, 1983. és 1995.; Warszawska Firma Wydawnicza, 2009.
•Ukryty w słońcu, Twórczość folyóirat, 1963, nr 3.; Warszawa: Czytelnik, 1973. és 1976.; Kraków: Wydawnictwo Literackie, 1983., Warszawa: Warszawska Firma Wydawnicza, 2009.
•Związki uczuciowe, Warszawa: Czytelnik, 1970.,Warszawa: Warszawska Firma Wydawnicza, 2010.
•Człowiek epoki, Kraków: Wydawnictwo Literackie, 1971. 1973., 1975., 1983., 1995.
•Manipulacja, regény, először megjelent Literatura hetilapban 1974. február 21-től (8/106. sz.) 1974. április 25-ig (17/115. sz.)
Warszawa: Czytelnik, 1975. és 1977.; Kraków" Wydawnictwo Literackie, 1983.; Warszawa: Warszawska Firma Wydawnicza, 2011.
•Bajki nie tylko o smoku, Warszawa: Nasza Księgarnia, 1977. és 1987.
•Okno, Warszawa: Wydawnictwa Radia i Telewizji, 1978; Warszawa: Warszawska Firma Wydawnicza, 2009.
Költészet
•Wszystko jest obok, Iskry, 1959.
•Moment bitwy, Iskry, 1961.
•Muzyka konkretna, Wydawnictwo Literackie, 1971.
Dráma – színházi előadások
•Męczeństwo z przymiarką
I. premier: Teatr Wybrzeże, Gdańsk, 1960. november 20., rendezte Jerzy Jarocki. 
II. premier: Teatr Ateneum im. Stefana Jaracza, Warszawa, 1961. január 14., rendezte Jan Bratkowski.
•Ostatni odcinek drogi
Premier: Teatr Śląski im. Stanisława Wyspiańskiego, Katowice, 1962. április 7, rendezte Jan Biczycki.
•Zejście do piekła
Premier: Teatr im. Juliusza Osterwy, Lublin, 1964. november 29., rendezte Stanisław Milski.
•Jasełka-moderne
I. premier: Teatr Nowy, Poznań, 1965. november 11., rendezte Stanisław Brejdygant.
II. premier: Teatr Ludowy, Warszawa, 1971. április 17., rendezte Jan Kulczyński; 
III. premier: Teatr Dramatyczny, Wałbrzych, 1972. április 8., rendezte Tadeusz Pliszkiewicz; IV. premier Teatr im. Stefana Jaracza Olsztyn, 1976. április 27., rendezte Andrzej Walden; 
V. premier Teatr Polskiego Radia, 2009. december 20., rendezte Henryk Rozen.
Megjelent könyv formájában is: Państwowy Instytut Wydawniczy, Warszawa 1974., Wydawnictwo Literackie, Kraków–Wrocław 1986.
•Historia uczucia
Premier: Teatr Telewizji, 1979. május 27., rendezte Adam Hanuszkiewicz.
•Dobroczyńca
Premier: Teatr Powszechny, Łódź, 1971. február 24., rendezte Mirosław Szonert.
•Żegnaj, Judaszu
I. premier: Stary Teatr im. Heleny Modrzejewskiej, Kraków, 1971. március 14. rendezte Konrad Swiniarski. 
II. premier: Teatr im. Stefana Jaracza, Olsztyn, 1972. január 15., rendezte Andrzej Przybylski; 
III. premier: Teatr Ziemi Opolskiej, Opole, 1972. március 5., rendezte Mirosław Wawrzyniak; 
IV. premier: Teatr Powszechny, Warszawa, 1975. november 25., rendezte Wiesław Górski;
V. premier: Teatr Wybrzeże, Gdańsk, 1978. január 14., rendezte Marcel Kochańczyk; 
VI. premier: Teatr im. Stefana Jaracza, Łódź, 1978. április 8., rendezte Jerzy Hutek;
VII. premier: Teatr Dramatyczny im. Aleksandra Węgierki, Białystok, 1978. október 20., rendezte Wojciech Pisarek; 
VIII. premier: Teatr im. Juliusza Osterwy, Lublin, 1979. március 24., rendezte Janusz Ostrowski; 
IX. premier: Teatr Telewizji, 1980. október 30., rendezte Jolanta Słobodzian;
X. premier: Teatr Polski, Warszawa, 1982. május 20., rendezte Jan Bratkowski;
XI. premier: Teatr Dramatyczny, Elbląg, 1982. november 14., rendező Bohdan Gierszanin;
XII. premier: Teatr Polski, Wrocław, 1983. február 12., rendezte Jacek Bunsch; 
XIII. premier: Tarnowski Teatr im. Ludwika Solskiego, Tarnów, 1983. október 2., rendezte Piotr Paradowski; 
XIV. premier: Teatr Nowy im. Gustawa Morcinka, Zabrze, 1984. április 8., rendezte Jan Nowak;
XV. premier: Teatr im. Wilama Horzycy, Toruń, 1984. május 14., rendezte. Stefan Knothe; 
XVI. premier: Słupski Teatr Dramatyczny, Słupsk, 1985. február 9., rendezte Ryszard Jaśniewicz; 
XVII. premier: Lubuski Teatr im. Leona Kruczkowskiego, Zielona Góra, 1985. február 23., rendezte Zbigniew Lesień; 
XVIII. premier: Teatr im. Adama Mickiewicza, Częstochowa, 1988. május 22., rendezte Jan Maciejowski; 
XIX. premier: Teatr Śląski im. Stanisława Wyspiańskiego, Katowice, 1991. január 27., rendezte Janusz Ostrowski;
XX. premier: Teatr im. Juliusza Osterwy, Gorzów Wielkopolski, 2000. március 25., rendezte Ryszard Major; 
XXI. premier: Akademia Teatralna, Warszawa, 2002. október 26., rendezte Bożena Suchocka-Kozakiewicz; 
XXII. premier: Rosslyn Spectrum Theatre, The New Polish Theatre Arlingtonban, Virginia államban, 2003. május 13., rendezte Sylvia Daneel.
Megjelent könyv formájában is: Państwowy Instytut Wydawniczy, Warszawa 1974., Wydawnictwo Literackie, Kraków–Wrocław 1986.
•Niebo z blachy fałdowanej
Premier: Teatr Telewizji, 1971. június 20., rendezte Stefan Szlachtycz
•Panie
I. premier: Teatr Polskiego Radia, 1972. március 12., rendezte Zdzisław Nardelli;
II. premier: Teatr Polski, Wrocław, 1976. szeptember 16., rendezte Piotr Paradowski; 
III. premier Tarnowski Teatr im. Ludwika Solskiego, Tarnów, 1980. február 23., rendezte Bogdan Tosza
Megjelent könyv formájában is: Wydawnictwo Radia i Telewizji, Warszawa 1974.
•Sama słodycz
I. premier: Teatr Polski, Wrocław, 1973. január 18., rendezte Jan Bratkowski. 
II. premier: Teatr Współczesny, Warszawa, 1973. február 16., rendezte Zygmunt Hübner; 
III. premier: Teatr Polski, Bydgoszcz, 1979. szeptember 8., rendezte Jan Jeruzal.
Megjelent kötetben is: Państwowy Instytut Wydawniczy, Warszawa; Wydawnictwo Literackie, Kraków–Wrocław 1986
•Dokąd
Premier: Teatr Rozmaitości – scena STS, Warszawa, 1973. december 16., rendezte Stanisława Celińska és Andrzej Mrowiec.
•Narkomani
I. premier: Teatr Nowy, Warszawa, 1975. február 21., rendezte Stanisław Brejdygant. 
II. premier: Teatr Bagatela im. Tadeusza Boya-Żeleńskiego, Kraków, 1976. február 21., rendezte Mieczysław Górkiewicz.
•Trzecia pierś
I. premier: Teatr im. Wilana Horzycy, Toruń, 1975. május 4., rendezte Eugeniusz Aniszczenko;
II. premier: Teatr Dramatyczny im. Aleksandra Węgierki, Białystok, 1976. április 24., rendezte Waldemar Wilhelm;
III. premier: Stary Teatr im. Heleny Modrzejewskiej, Kraków, 1986. március 22., rendezte Józef Czernecki.
Megjelent kötetben is: Państwowy Instytut Wydawniczy, Warszawa 1974.; Wydawnictwo Literackie, Kraków–Wrocław 1986.
•Maria
I. premier: Teatr Narodowy, Warszawa, 1975. november 29., rendezte Adam Hanuszkiewicz
II. premier: Teatr Polski, Wrocław, 1976. szeptember 16., rendezte. Piotr Paradowski;
III. premier: Lubuski Teatr im. Leona Kruczkowskiego, Zielona Góra, 1976. december 4.;
IV. premier: Teatr im. Juliusza Osterwy, Gorzów Wielkopolski, 1977. március 24., rendezte Bohdan Cybulski; 
V. premier: Teatr Telewizji, 1981. január 23., rendezte Adam Hanuszkiewicz; 
VI. premier: Słupski Teatr Dramatyczny, Słupsk, 1982. március 27., rendezte Paweł Nowicki; VII. premier: Brygada Teatr, Łódź, 2007. június 11., rendezte Barbara Dembińska.
•Czysta miłość
Premier: Teatr Narodowy, Warszawa, 1975. november 29., rendezte Adam Hanuszkiewicz
•Terrárium
I. premier: Teatr Telewizji, 1976. március 26., rendezte. Anna Minkiewicz. 
II. premier: Tarnowski Teatr im. Ludwika Solskiego, Tarnów, 1980. február 23., rendezte Bogdan Tosza
•Hangok (Głosy)
I. premier: Teatr im. Stefana Jaracza, Olsztyn, 1978. március 11., rendezte Marcin Jarnuszkiewicz;
II. premier: Teatr Śląski im. Stanisława Wyspiańskiego, Katowice, 1979. május 12., rendeztek Sziléziai Egyetem (Uniwersytet Śląski) rendezőszakjának diákjai;
III. premier: Tarnowski Teatr im. Ludwika Solskiego, Tarnów, 1980. február 23., rendezte Bogdan Tosza 
Megjelent kötetben is: „Głosy” Wydawnictwo Radia i Telewizji, Warszawa 1974.;
„Hangok” Molnár Nyomda és Kiadó Kft., Pécs 2012.
•Idol
I. premier: Teatr Telewizji, 1977. november 4., rendezte Wojciech Marczewski.
II. premier: Teatr Logos, Łódź, 2010. április 25., rendezte Marek Kasprzyk
•Dacza
I. premier: Teatr Polski, Szczecin, 1979. június 28., rendezte Wanda Laskowska. 
II. premier: Teatr Dramatyczny im. Jerzego Szaniawskiego, Płock, 1979. szeptember 29.,rendezte Ryszard Żuromski; 
III. premier: Teatr im. Stefana Jaracza, Łódź, 1979. november 23., rendezte Mikołaj Grabowski; 
IV. premier: Teatr Powszechny im. Jana Kochanowskiego, Radom, 1980. január 12., rendezte Andrzej Walden; 
V. premier: Teatr Polski, Poznań, 1980. január 14., rendezte Dariusz Miłkowski; 
V. premier: Lubuski Teatr im. Leona Kruczkowskiego, Zielona Góra, 1980. április 25., rendezte Wanda Laskowska; 
VI. premier: Teatr Dramatyczny im. Aleksandra Węgierki, Białystok, 1980. május 11., rendezte Tadeusz Kozłowski; 
VII. premier: Teatr Polski, Warszawa, 1980. július 3., rendezte Stanisław Pieniak; 
VIII. premier: Bałtycki Teatr Dramatyczny im. Juliusza Słowackiego, Koszalin, 1982. február 19., rendezte Krzysztof Rotnicki; 
IX. premier: Teatr Śląski im. Stanisława Wyspiańskiego, Katowice, 1984. április 12., rendezte Bogdan Tosza;
X. premier: Teatr Telewizji, 1988. szeptember 5., rendezte Tomasz Zygadło.
•Wizyta
Premier: Teatr Telewizji, 1980. szeptember 14., rendezte Zbigniew Rebzda.
•Ołtarz wzniesiony sobie
I. premier: Teatr Polski, Warszawa, 1981. november 19., rendezte Jan Bratkowski;
II. premier: Teatr im. Stefana Jaracza, Łódź, 1982. december 11., rendezte Bogdan Michalik; 
III. premier: Teatr Polski, Poznań, 1983. május 15., rendezte Grzegorz Mrówczyński.
Megjelent könyv formájában is: Czytelnik, Warszawa 1985., Wydawnictwo Literackie, Kraków–Wrocław 1986.
•Terroryści
I. premier: Teatr Polski Warszawa, 1982. október 21., rendezte Jan Bratkowski. 
II. premier: Teatr Nowy, Łódź, 1982. december 19., rendezte Jan Bratkowski; 
III. premier: Teatr Wybrzeże, Gdańsk, 1983. január 16., rendezte Mariusz Malinowski; 
IV. premier: Teatr im. Stefana Jaracza, Olsztyn, 1983. január 29., rendezte Konrad Szachnowski;
V. premier: Teatr im. Adama Mickiewicza, Częstochowa, 1983. február 2., rendező Henryk Adamek; 
VI. premier: Teatr im. Aleksandra Fredry, Gniezno, 1984. február 4., rendezte Zbigniew Mak; 
VII. premier: Teatr Dramatyczny im. Aleksandra Węgierki, Białystok, 1984. június 29., rendező Jerzy Ukleja; 
VIII. premier: Teatr Dramatyczny, Legnica, 1984. június 29., rendezte Józef Jasielski. 
Megjelent könyv formájában is: Czytelnik, Warszawa 1985., Wydawnictwo Literackie, Kraków–Wrocław 1986.
•Wszyscy zostali napadnięci
Premiera: Teatr Telewizji, 1983. szeptember 28., rendezte Zbigniew Rebzda.
Megjelent könyv formájában is Wydawnictwo Radia i Telewizji, Warszawa 1985.
•Kreacja
I. premier: Teatr im. Jana Kochanowskiego, Opole, 1984. november 11., rendezte Jarosław Kuszewski;
II. premier: Teatr im. Wandy Siemaszkowej, Rzeszów, 1984. december 9., rendezte Wojciech Jesionka;
III. premier: Teatr im. Stefana Jaracza, Łódź, 1985. január 24., rendezte Feliks Falk; 
IV. premier: Teatr Polski, Warszawa, 1985. március 14., rendező Jan Bratkowski; 
V. premier: Teatr Polski, Szczecin, 1985. május 12., rendező Tadeusz Kijański; 
VI. premier: Teatr Śląski im. Stanisława Wyspiańskiego, Katowice, 1985. december 7., rendezte Michał Rosiński; 
VII. premier: Teatr im. Wojciecha Bogusławskiego, Kalisz, 1985. december 16., rendezte Jan Pyjor; 
VIII. premier: Teatr Nowy im. Gustawa Morcinka, Zabrze, 1993. november 12., rendezte Zbigniew Stryj; 
IX. premier: Teatr Narodowy – scena Studio, Warszawa, 2010. szeptember 10., rendezte Bożena Suchocka.
Megjelent kötetben „Dziewięć wieczorów teatralnych: wybór utworów scenicznych”, Wydawnictwo Literackie, Kraków–Wrocław 1986.
•Dziewczynki
I. premier: Teatr Dramatyczny, Gdynia, 1985. október 24., rendezte Zbigniew Bogdański. 
II. premier: Teatr Dramatyczny, Warszawa, 1985. december 7., rendezte Tadeusz Kijański;
III. premier: Teatr Polski, Szczecin, 1986. március 8., rendezte Tadeusz Kijański; 
IV. premier: Teatr Dramatyczny im. Aleksandra Węgierki, Białystok, 1997. április 24., rendezte Andrzej Jakimiec.
•Słuchowisko
Premier: Teatr Telewizji, 1985. december 16., rendezte Tadeusz Kijański.
•Seans, „Dialog” 1985, nr 12.
Premier: Teatr Polski, Poznań, 1986. október 18., rendezte Grzegorz Mrówczyński.
•Dwie kobiety (Mały tryptyk)
Premier: Teatr Telewizji, 1986. március 3., rendezte Tadeusz Kijański.
•Głos umarłych
I. premier: Teatr Dramatyczny, Legnica, 1986. április 27., rendezte. Alicja Choińska;
II. premier: Teatr Wybrzeże, Gdańsk, 1986. november 21., rendezte Marcel Kochańczyk; 
III. premier: Teatr im. Juliusza Osterwy, Lublin, 1987. február 18., rendezte Bogdan Czajkowski.
Megjelent kötetben „Dziewięć wieczorów teatralnych: wybór utworów scenicznych”, Wydawnictwo Literackie, Kraków–Wrocław 1986.
•Szertartás (Rytuał)
Premier: Teatr Telewizji, 1986. május 26., rendezte Tadeusz Kijański.
Megjelent kötetben is: „Głosy” Wydawnictwo Radia i Telewizji, Warszawa 1974.;
„Hangok” Molnár Nyomda és Kiadó Kft., Pécs 2012.
•Ablak (Okno)
I. premier: Teatr Powszechny im. Jana Kochanowskiego, Radom, 1986. október 23., rendezte Jerzy Wasiuczyński;
II. premier: Teatr Telewizji, 1986. november 9., rendezte Jerzy Jogałła; 
III. premier: Teatr Polskiego Radia, 2010. március 21., rendezte Janusz Kukuła; 
IV. premier: Teatr Logos, Łódź, 2010. április 25., rendezte Marek Kasprzyk
Megjelent kötetben is: „Głosy” Wydawnictwo Radia i Telewizji, Warszawa 1974.;
„Hangok” Molnár Nyomda és Kiadó Kft., Pécs 2012.
Válogatott hangjátékok
•Papierosy Herbewo, Teatr Polskiego Radia, premier: 1971. február 15., rendezte Helmut Kajzar
•Szertartás (Rytuał), Teatr Polskiego Radia, premier: 1971. július 20., rendezte Helmut Kajzer Megjelent kötetben is: „Głosy” Wydawnictwo Radia i Telewizji, Warszawa 1974.;„Hangok” Molnár Nyomda és Kiadó Kft., Pécs 2012. 
•Hölgyek (Panie), Teatr Polskiego Radia, premier: 1972. március 12., rendezte Zdzisław Nardelli (ez a művet színpadra is állították)
Megjelent kötetben is: „Głosy” Wydawnictwo Radia i Telewizji, Warszawa 1974.;„Hangok” Molnár Nyomda és Kiadó Kft., Pécs 2012.
•Trybunał, Teatr Polskiego Radia, premier: 1981. február 11., rendezte Danuta Jagła
•Pokój numer piętnaście, Teatr Polskiego Radia, premier: 2010. március 21., rendezte Janusz Kukuła
•Pan Muchol, Teatr Polskiego Radia, premier: 2011. szeptember, rendezte Stefan Szlachtycz
Hangjátékok könyv formájában
•Głosy, Warszawa: Wydawnictwa Radia i Telewizji, 1974 
•Skąd ta wrażliwość, Warszawa: Wydawnictwa Radia i Telewizji, 1979
•Hangok, Pécs; Molnár Nyomda és Kiadó Kft., 2012.
Forgatókönyvek
•Armelle (lengyel-magyar film), premier 1993. december 22., rendezte: Jacek Lenczowski, főszereplők:Katarzyna Walter, Röhring Géza
•Sam pośród miasta, premier: 1965. december 25., rendezte Halina Bielińska, főszereplők. Zbigniew Cybulski, Ewa Wiśniewska, Lucyna Winnicka.
•Śmierć w środkowym pokoju, premier:1967. január 4., rendezte Andrzej Trzos-Rastawiecki, főszereplők:. Aleksandra Śląska, Zdzisław Maklakiewicz.
•Zejście do piekła, premier: 1966. december 2., rendezte Zbigniew Kuźmiński, főszereplők: Leon Niemczyk, Witold Pyrkosz, Marek Perepeczko.
•Kardiogram, premier: 1971. május 4., rendezte Roman Załuski, főszereplők: Tadeusz Borowski, Anna Seniuk.
•Anatomia miłości, premier: 1972. december 19., rendezte Roman Załuski, főszereplők: Jan Nowicki, Barbara Brylska.
•Przejście podziemne, premier: 1974. január 13., rendezte Krzysztof Kieślowski, főszereplők: Andrzej Seweryn, Teresa Budzisz-Krzyżanowska.
•Niedziela pewnego małżeństwa w mieście przemysłowym średniej wielkości, premier: 1977. május 27., rendezte Jerzy Sztwiertnia, főszereplők: Elżbieta Kępińska, Witold Pyrkosz, Janusz Gajos.
•Wejście w nurt, premier: 1978. június 23., rendezte Barbara Sass-Zdort, főszereplők: Małgorzata Pritulak, Małgorzata Braunek
•Férj és feleség (Roman i Magda), premier: 1979. március 16., rendezte Sylwester Chęciński, főszereplők: Andrzej Seweryn, Jan Englert, Ewa Wiśniewska, Dorota Stalińska.
•Ukryty w słońcu, premier: 1980. október 20., rendezte Jerzy Trojan, főszereplők: Jan Englert, Kazimierz Kaczor, Ewa Dałkowska, Gabriela Kownacka.
•Okno, premier:1983. augusztus 22., rendezte Wojciech Wójcik, főszereplők: Tadeusz Huk, Iwona Bielska, Jan Englert.
•Magiczne ognie, premier: 1984. január 2., rendezte Janusz Kidawa, főszereplők: Włodzimierz Adamski, Ignacy Gogolewski.
Források
•Piotr Müldner-Nieckowski, Ireneusz Iredyński, Dzieła zebrane, tom 1, Warszawa: Warszawska Firma Wydawnicza, 2009.
•Piotr Müldner-Nieckowski, Ireneusz Iredyński, Dzieła zebrane, tom 2, Warszawa: Warszawska Firma Wydawnicza, 2010.
•Piotr Müldner-Nieckowski, Ireneusz Iredyński, Dzieła zebrane, tom 3, Warszawa: Warszawska Firma Wydawnicza, 2011.
•Hangok, Pécs; Molnár Nyomda és Kiadó Kft., 2012.
•wikipedia.pl

## Értékelése
- Piotr Müldner-Nieckowski Ireneusz Iredynski Válogatott műveinek 1. kötetéhez írt előszavában a következőket írta Iredynskiről: „Munkássága - ellentétben azzal, ahogy bizonyos enciklopédiák (...) állítják, - nem tartozott az úgynevezett cinizmus és nihilizmus anarchisztikus áramlatához a lengyel irodalomban.”
- Jaroslaw Wernik véleménye szerint Irenusz Iredynski munkásságában éppúgy megtalálhatóak az európai egzisztencializmusra, mint az amerikai beatmozgalomra jellemző elemek.
- Stanisław Lem, az ismert lengyel sci-fi-író Dosztojevszkijhez hasonlította Iredynskit.

## Magyarul
- Terroristák. Dráma három felvonásban; ford. Balogh Géza; Magyar Szinházi Intézet, Bp., 1985 (Drámák a baráti országokból)
- Terroristák. Dráma 2 részben; ford. Balogh Géza; József Attila Színház, Bp., 1989
- Hangok; ford. Nagy Viktória Tímea, Nagy Hedvig Éva, Nagyné Szałek Ewa; Molnár, Pécs, 2012